# سيليستين لازاروس
سيليستين لازاروس (بالإنجليزية: Celestine Lazarus)‏ هو لاعب كرة قدم نيجيري، ولد في 13 نوفمبر 1992 في Umuchu ‏ في نيجيريا. لعب مع بييلسكو بياوا ونادي بودابست هونفيد.

## وصلات خارجية
- سيليستين لازاروس على موقع قاعدة بيانات كرة القدم.إي يو (الإنجليزية)
- سيليستين لازاروس على موقع Soccerway.com (الإنجليزية)
- سيليستين لازاروس على موقع عالم كرة القدم.نت (الإنجليزية)